# Наумовский сельсовет (Алтайский край)
Наумовский сельсовет — упразднённое в 2013 году муниципальное образование со статусом сельского поселения и административно-территориальное образование в Угловском районе Алтайского края России. Административный центр — село Наумовка.

## История
31 декабря 2013 года включён в состав Лаптевского сельсовета

## Население
| 1997 | 1998  | 1999  | 2000  | 2001 | 2002 |
| ---- | ----- | ----- | ----- | ---- | ---- |
| 1009 | ↗1037 | ↘1007 | ↗1012 | ↘983 | ↘955 |
| 2003 | 2004  | 2005  | 2006  | 2007 | 2008 |
| ↗969 | ↘905  | ↘854  | ↘786  | ↘434 | ↘409 |
| 2009 | 2010  | 2011  | 2012  | 2013 |      |
| ↘396 | ↘384  | →384  | ↘343  | ↘305 |      |

По результатам Всероссийской переписи населения 2010 года, численность населения муниципального образования составила 384 человека, в том числе 181 мужчина и 203 женщины. Оценка Росстата на 1 января 2012 года — 343 человека.

## Населённые пункты
В состав сельского поселения входит один населённый пункт — село Наумовка.